# アカメカブトトカゲ
アカメカブトトカゲ（赤目兜蜥蜴、Tribolonotus gracilis）は、トカゲ科カブトトカゲ属に分類されるトカゲ。別名メベニカブトトカゲ。

## 分布
インドネシア（ニューギニア島）、パプアニューギニア（ニューギニア島）

## 形態
全長15-20cm。和名の通り成体は目の周りが赤やオレンジ色になる。胴体や四肢の鱗も大型だが、皮膚が露出している部分も多い。尾にはやや鉤状になった鱗が並ぶ。発声器官を持ち鳴くことができる。

## 生態
熱帯雨林の林床に生息する。夜行性で、昼間は落ち葉や倒木の下等で休む。
水辺を好み水中で水浴びすることがある。
食性は動物食で、昆虫類、節足動物、カエルの幼生、小魚等を食べる。
性格は臆病で飼育下においても人前に姿を表すことは少なく基本的には隠れている。天敵が現れた際は硬直して動かなくなる。威嚇の際に声帯から鳴き声を発することがある。
繁殖形態は卵生で、1回に1-3個の卵を数回に分けて産む。
ストレス等で尾の自切をすることがある。

## 人間との関係
パプアニューギニアの切手のモチーフとなったこともある。
ペットとして飼育されることもあり、日本にも輸入されている。以前はカブトトカゲ属の別種モトイカブトトカゲ（ニューギニアカブトトカゲ）の名前で紹介されたり流通していた。以前は輸送状態が悪く、状態を崩している個体が多かったことから飼育の難しい種類とされた。近年は輸送状態も改善されたため以前に比べて飼育は難しくはないと思われる。高温に弱いとされていたが、極端な高温はともかくとして逆に低温には弱い。また皮膚が露出しているため乾燥には弱い。飼育下繁殖は確立されていないものの、日本国内でも飼育下繁殖例がある。